# Iablunka, Sarnî
Iablunka (în ucraineană Яблунька) este un sat în comuna Kuzmivka din raionul Sarnî, regiunea Rivne, Ucraina.

## Demografie
Componența lingvistică a localității Iablunka
     Ucraineană (100%)
Conform recensământului din 2001, toată populația localității Iablunka era vorbitoare de ucraineană (100%).